# NGC 4239
NGC 4239 ist eine elliptische Zwerggalaxie vom Hubble-Typ E5 im Sternbild Coma Berenices am Nordsternhimmel. Sie ist schätzungsweise 40 Millionen Lichtjahre von der Milchstraße entfernt und hat einen Durchmesser von etwa 15.000 Lichtjahren.
Das Objekt wurde im April 1884 von Carl Frederick Pechüle entdeckt.